# 츠바이지멘
츠바이지멘(Zweisimmen)은 스위스 베른주의 오버지멘탈-자넨구에 있는 자치체이다.

## 역사

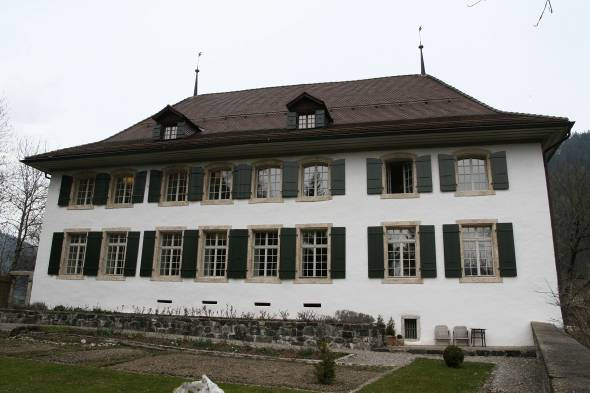
블란켄부르크성, 베른 행정청 치소 1386-1798

츠바이지멘은 1228년에 두에시메네스(Duessimenes)로 처음 언급되었다. 1257년에는 츠바인릭세눈(Zweinlixhenun)으로 언급되었다. 이 지역에서 가장 오래된 정착지의 흔적은 만넨베르크-리틀리의 일부 흩어져 있는 중석기 시대 유물이다. 만리트에서 로마 시대 정착지의 유적이 발견되었다.
중세 시대에 알프스를 넘어 발레와 제네바 호수로 이어지는 중요한 무역로가 츠바이지멘 지역을 통과했다. 아마도 중세 시대에 이 지역에 많은 농촌 마을이 존재했을 것이다. 13세기와 14세기에 지역 귀족들은 도로에서 세금을 보호하고 징수하기 위해 상부 만넨베르크와 하부 만넨베르크, 라이헨 슈타인-테렌슈타인, 블랑켄부르크 및 스타이네그 성 등 여러 성을 지었다. 마을과 성은 여러 귀족 가문을 거쳐 1378년 뒤딩겐의 영주가 반란을 일으킨 후 프리부르에게 땅을 팔았다. 젬파흐 전투 이후인 1386년, 베른은 지멘강 계곡(지멘탈)을 정복하고 츠바이지멘을 획득했다. 상류 지멘 계곡의 베른 관리자는 블란켄부르크성에 설치되었다. 라이헨슈타인-테렌슈타인성과 영지는 1456년 부벤베르크 가문에 의해 인수되었으며 1493년에 베른에 매각되었다. 블란켄부르크 마을은 1798년 프랑스 침공과 1803년 중재법을 통해 오버지멘탈 지역의 정치적 중심지로 남아 있었다. 지구는 2009년에 해산되었다.
마을 성모 마리아 교회는 아마도 중세 초기 또는 중세 시대에 세워졌을 것이다. 1228년의 역사 기록에 처음 등장한다. 13세기에서 15세기에 걸쳐 여러 차례 재건 및 확장되었다. 벽화와 스테인드글라스는 같은 시기에 만들어졌다. 조각된 나무 천장은 1456년경에 추가되었다. 1481년에 교회 아래에 납골당이 세워졌다. 1528년에 베른은 개신교 종교 개혁의 새로운 신앙을 채택하여 그 땅 전체에 퍼뜨렸다. 츠바이지멘은 베르너 오버란트의 많은 사람들과 함께 처음에 새로운 신앙에 저항했지만 같은 해에 강제로 개종했다. 교회는 세속화되어 저장과 회의에 사용되었다. 1866년에는 블랑켄부르크 마을 학교가 되었다.
중세 시대에 츠바이지멘은 무역과 정부의 지역 중심지로 성장했다. 1644년 연례 박람회는 츠바이지멘으로 옮겨 이탈리아와 독일에서 소와 치즈 구매자를 지자체로 데려왔다. 1750년대에 툰에서 몽트뢰까지의 무역로가 츠바이지멘에 건설되었다. 지멘탈 도로는 1816-45년에 자넨에서 지멘 계곡으로 건설되었다. 새로운 도로는 추가 무역과 결국 관광객을 지자체로 가져왔다. 호텔은 1881년에 지어졌다. 1905년 슈피츠-츠바이지멘-몽트뢰 철도가 완공되면서 많은 관광객들이 마을을 방문할 수 있게 되었다. 이 호텔은 1912년 스파와 리조트가 되었고 1920년 겨울 스포츠를 포함했다.

대공황과 제2차 세계 대전으로 시의 관광 산업은 황폐화되었다. 그러나 1950년대에 새로운 케이블카와 스키리프트가 등장하면서 회복되기 시작했다. 츠바이지멘은 큐슈타트, 렝크 임 지멘탈과 아델보덴의 인근 관광 자치 단체와 협력하여 비행장과 함께 광범위한 스키 리조트를 건설했다.
1908년에 개원한 지역 병원은 오늘날 많은 일자리를 제공한다. 2002년까지 마을에서 운영된 연방 무기고. 지자체의 주요 고용주 중 하나는 스위스 군대를 위한 방공 시스템을 유지 및 개발하는 RUAG Aviation의 센터 방공 시설이다.

## 지리

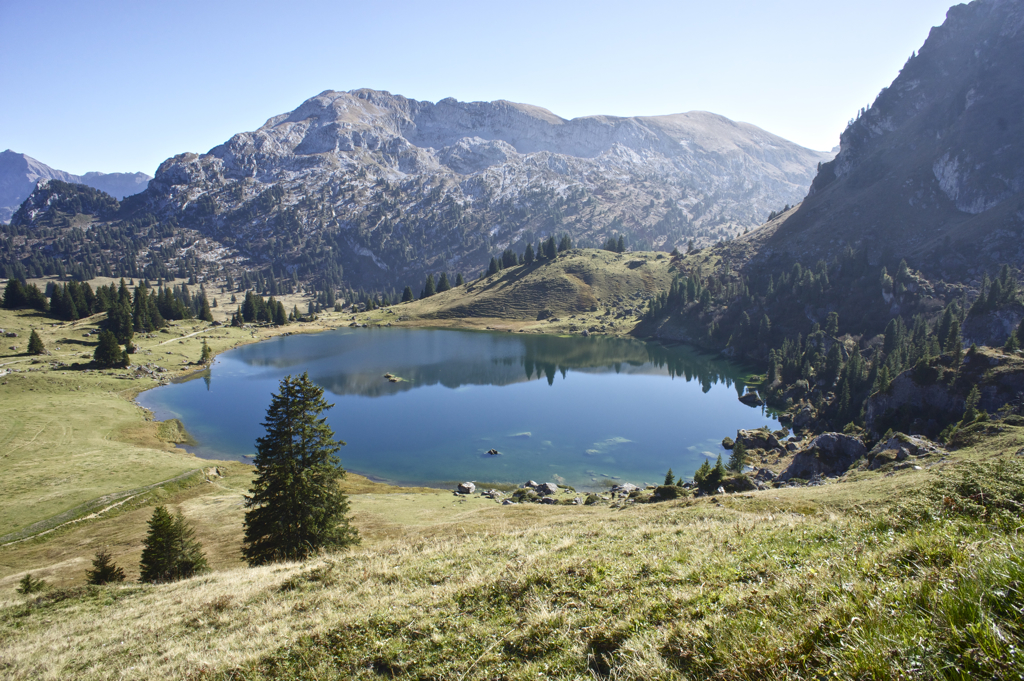
제호른 산과 제베르크 호수

츠바이지멘의 면적은 73k㎡이다. 2012년 기준으로 총 40.15k㎡ (55.0%)가 농업용으로 사용되며 24.64k㎡ (33.7%)가 산림이다. 나머지 시정촌은 2.48k㎡ (3.4%)가 정착(건물 또는 도로), 0.56k㎡ (0.8%)가 강 또는 호수이고 5.33k㎡ (7.3%)는 불모지이다.
같은 해 주택과 건물이 1.5%, 교통 인프라가 1.4%를 차지했다. 총 토지 면적의 총 27.8%는 삼림이 무성하고 5.3%는 과수원이나 작은 나무 군락으로 덮여 있다. 농경지 중 12.8%가 목초지이고, 42.2%가 고산 목초지로 사용된다. 시정촌의 모든 물은 흐르는 물이다. 비생산적인 지역 중 4.5%는 비생산적인 초목이고, 2.8%는 초목이 자라기에는 너무 암석이 많은 지역이다.
그것은 블란켄부르크, 만리트 및 외슈자이테의 작은 공동체에서 형성된다. 성(블란켄부르크성)이 있는 블랑켄부르크는 츠바이지멘의 주요 공동체이다. 그로스 강과 클라인 지메 강이 합류하는 지점에 있다.
2009년 12월 31일, 수도였던 암츠베지르크 오버지멘탈은 해산되었다. 다음 날 2010년 1월 1일에 새로 생성된 오버지멘탈-자넨구에 합류했다.

### 기후
1981년과 2010년 사이에 츠바이지멘은 연간 평균 139.4일의 비 또는 눈이 내렸고 평균 강수량은 1,352mm였다. 가장 습한 달은 7월로, 이 기간 동안 츠바이지멘은 평균 153mm의 비나 눈을 받았다. 이달 동안 평균 강수량은 13.1일이었다. 강수량이 가장 많은 달은 6월로 평균 14.3일이었지만 비나 눈은 140mm에 불과했다. 일년 중 가장 건조한 달은 4월로 11.3일 동안 평균 강수량이 88mm이다.

## 인구통계

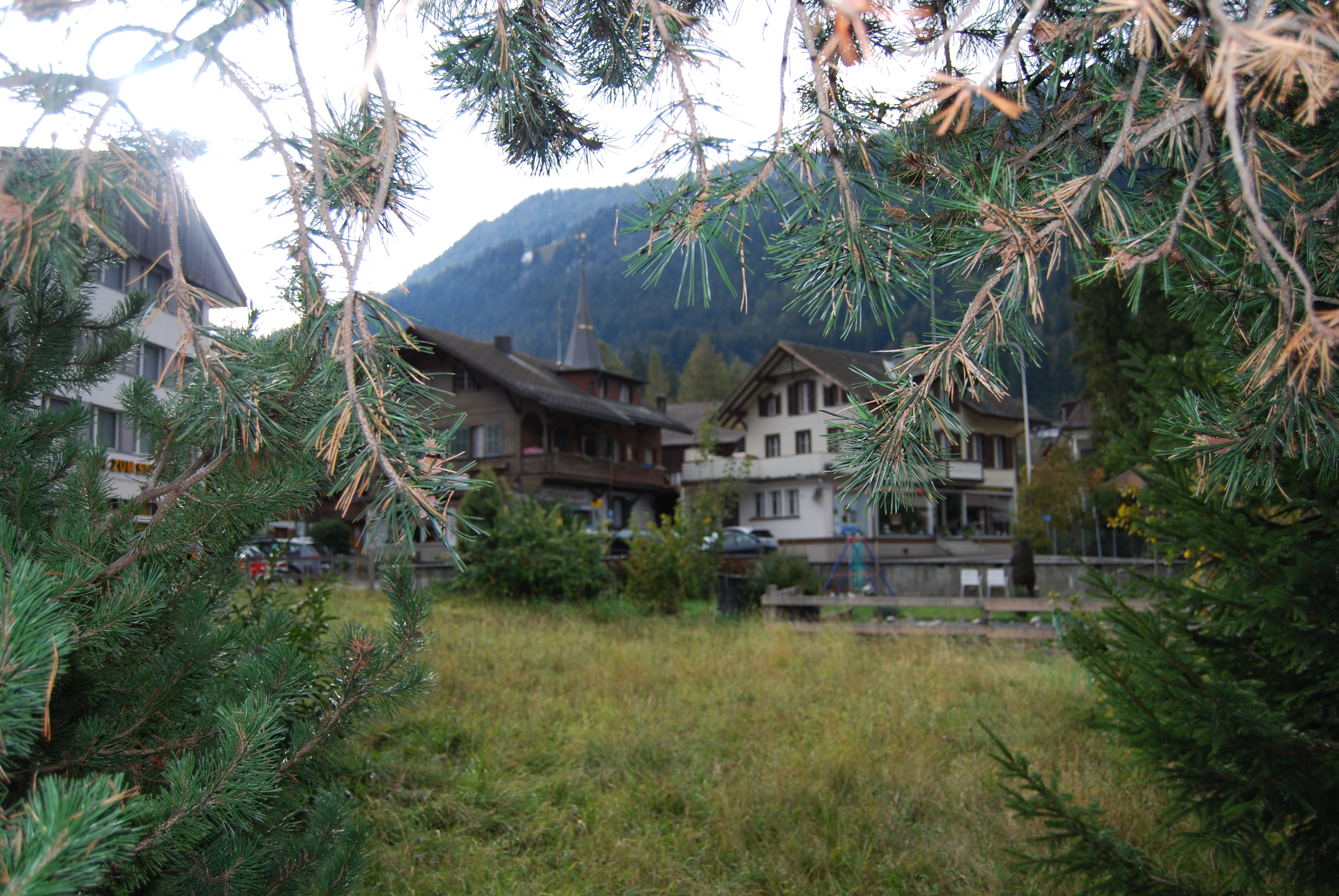
츠바이지멘 마을 풍경

츠바이지멘의 인구(2020년 12월 기준)는 3,032명이다. 2011년 기준으로 인구의 9.6%가 거주하는 외국인이다. 지난 1년(2010-2011년) 동안 인구는 0.9%의 비율로 변경되었다. 이민은 1.6%, 출생 및 사망은 -0.4%를 차지했다.
2008년 기준으로 인구는 남성 48.8%, 여성 51.2%이다. 인구는 1,294명의 스위스 남성(인구의 44.3%)과 131명(4.5%)의 비스위스계 남성으로 구성되었다. 스위스 여성은 1,357명(46.4%), 비스위스계 여성은 140명(4.8%)이었다. 시정촌 인구 중 1,139명(약 38.4%)이 츠바이짐멘에서 태어나 2000년에 그곳에서 살았다. 같은 주에서 태어난 1,099명(37.0%)이 있었고, 스위스 타지에서 태어난 359명(12.1%)이 있었다. 256명(8.6%)이 스위스 이외의 외국에서 태어났다.
2011년 기준으로 아동·청소년(0~19세)이 18.1%, 성인(20~64세)이 58.1%, 노인(64세 이상)이 23.8%를 차지한다.
2000년 기준으로 시정촌에 미혼이거나 독신인 사람은 1,112명이다. 기혼자는 1,521명, 미망인은 233명, 이혼한 사람은 104명이었다.
2010년 기준 1인 가구는 404가구, 5인 이상 가구는 81가구이다. 2000년 기준으로 상시 분양된 아파트는 총 1,225세대(전체의 63.8%)였으며, 성수기 분양 아파트는 622세대(32.4%), 공실은 74세대(3.9%)였다. 2010년 기준 신규주택 건설률은 인구 1000명당 16.4세대이다.  In 2011, single family homes made up 37.5% of the total housing in the municipality. 2011년에 단독 주택은 시정촌 전체 주택의 37.5%를 차지했다.

### 언어
2000년 기준 인구 대부분인 2,813명(94.7%)이 독일어를 모국어로 사용하고, 알바니아어가 36명(1.2%)으로 두 번째로 많이 사용하고, 세르비아-크로아티아어가 35명(1.2%)으로 세 번째로 사용된다. 프랑스어를 할 줄 아는 사람이 29명, 이탈리아어를 할 줄 아는 사람이 4명, 로만슈어를 할 줄 아는 사람이 1명 있다.

### 과거 인구 자료
역사적 인구는 다음 차트에 나와 있다.

### 종교

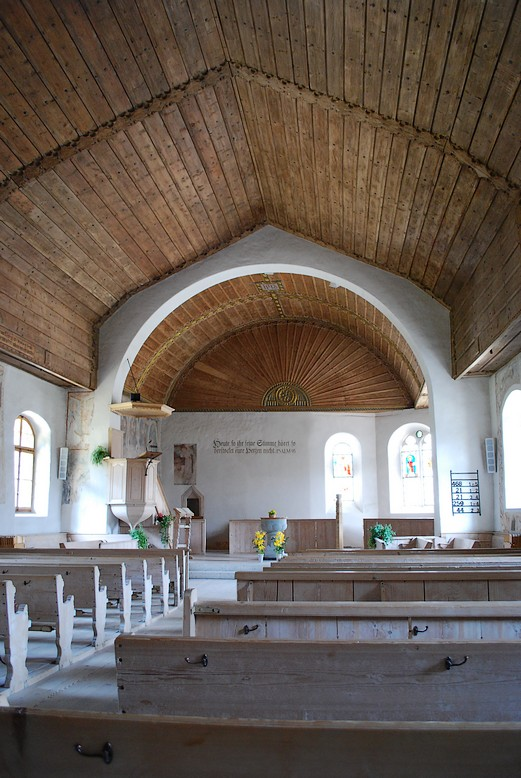
츠바이지멘 스위스 개혁 교회 내부

2000년 인구 조사에서 2,354명(79.3%)이 스위스 개혁 교회에 속했고 263명(8.9%)이 로마 가톨릭 신자였다. 나머지 인구 중 정교회 교인은 32명(인구의 약 1.08%), 크리스찬 가톨릭 교회 교인은 6명(인구의 약 0.20%)이었다. 다른 기독교 교회에 속한 개인은 105명(또는 인구의 약 3.54%)이었다. 유대인은 2명(인구의 약 0.07%)이었고, 이슬람교도는 35명(인구의 약 1.18%)이었다. 불교도 1명, 힌두교 1명, 다른 교회에 속한 1인이 있었다. 69명(인구의 약 2.32%)은 교회에 속하지 않았고, 불가지론자 또는 무신론자였으며 101명(인구의 약 3.40%)이 질문에 대답하지 않았다.

## 경제
2011년 현재 츠바이지멘의 실업률은 1.12%이다. 2008년 기준으로 시정촌에 고용된 사람은 총 1,558명이다. 이중 1차 경제 부문에 255명이 고용되었고, 이 부문에 약 102개 기업이 참여했다. 262명이 2차 부문에 고용되었고, 이 부문에 36개의 기업이 있었다. 1,041명이 3차 부문에 고용되었으며, 이 부문에는 132개의 기업이 있다. 시정촌 주민은 1,530명으로 일정 정도 고용되었으며, 그중 여성이 전체 노동력의 43.9%를 차지하였다.
2008년에는 총 1,227개의 정규직이 있었다. 1차 부문의 일자리 수는 168개였으며, 그중 161개는 농업, 6개는 임업 또는 목재 생산, 1개는 어업 또는 어업이었다. 2차 부문의 일자리 수는 244개였으며 그중 121개(49.6%)는 제조업, 1개는 광업, 111개(45.5%)는 건설에 있었다. 3차 부문의 일자리 수는 815개였다. 3차 부문에서 190개(23.3%)는 도소매 또는 자동차 수리, 136개(16.7%)는 상품의 이동 및 보관, 89개(10.9%)는 호텔 또는 레스토랑, 37개(4.5%)는 보험 또는 금융업이었다. 산업, 43개(5.3%)는 기술 전문가 또는 과학자, 23개(2.8%)는 교육, 219개(26.9%)는 의료 분야에 있었다.
2000년 기준 시정촌으로 출퇴근하는 근로자는 466명, 출퇴근 근로자는 420명이었다. 지자체는 근로자의 순수입 자치체이며, 1명이 전출할 때마다, 약 1.1명의 근로자가 지자체에 전입된다. 총 1,110명의 근로자(시 전체 근로자 1,576명의 70.4%)가 츠바이지멘에 거주하고 일했다. 근로 인구의 8.3%가 대중교통을 이용하여 출퇴근하고, 47.3%가 자가용을 이용하였다.
2011년 츠바이지멘의 150,000CHF를 버는 기혼 거주자에 대한 평균 지방 및 주 세율은 13.1%인 반면 미혼 거주자의 세율은 19.3%였다. 비교를 위해 같은 해 전체 주의 평균 비율은 14.2%와 22.0%인 반면 전국 평균은 각각 12.3%와 21.1%였다.
2009년에 지자체에는 총 1,295명의 납세자가 있었다. 그중 334개가 연간 75,000CHF 이상을 벌었다. 연간 15,000에서 20,000 사이의 수입을 올린 사람이 17명이었다. 가장 많은 수의 근로자인 373명이 연간 50,000~75,000CHF를 벌었다. 츠바이지멘에 있는 75,000 CHF 이상 그룹의 평균 소득은 116,602 CHF이고, 스위스 전체의 평균은 130,478 CHF였다.
2011년에는 전체 인구의 1.5%가 정부로부터 직접적인 재정 지원을 받았다.

## 교육
츠바이지멘에서는 인구의 약 56.9%가 비필수 고등교육을 이수했으며, 11.9%가 추가 고등교육(대학 또는 응용학문대학)을 이수했다. 인구 조사에 나와 있는 어떤 형태의 고등교육을 이수한 236명 중 62.7%가 스위스 남성, 23.3%가 스위스 여성, 6.4%가 비스위스계 남성, 7.6%가 비스위스계 여성이었다.
베른주의 학교 시스템은 1년의 의무 없는 유치원, 6년의 초등학교를 제공한다. 이후 3년 동안의 의무적 중학교 과정을 거쳐 학생을 능력과 적성에 따라 구분한다. 중학교 이하 학생들은 추가 교육을 받거나 견습과정에 들어갈 수 있다.
2011-12학년도 동안 츠바이지멘의 수업에 총 307명의 학생이 참석했다. 시정촌에는 총 44명의 학생이 있는 2개의 유치원 수업이 있었다. 유치원생 중 13.6%는 스위스 영주권자 또는 임시 거주자(시민권 아님)였으며 18.2%는 교실 언어와 다른 모국어를 사용한다. 지자체에는 8개의 초등 학급과 139명의 학생이 있었다. 초등학생의 5.0%는 스위스의 영주권 또는 임시 거주자(시민권 아님)였으며 3.6%는 교실 언어와 다른 모국어를 사용한다. 같은 해에 총 124명의 학생이 있는 6개의 중등 학급이 있었다. 스위스의 영주권자 또는 임시 거주자(시민권 아님)가 7.3%이고 1.6%가 교실 언어와 다른 모국어를 사용한다.
2000년 기준으로, 시정촌의 모든 학교에 다니는 총 385명의 학생이 있다. 그중 322명은 시에서 거주하며 학교를 다녔고, 63명은 다른 시에서 왔다. 같은 해에 34명의 주민들이 시외 학교에 다녔다.
츠바이지멘은 츠바이지멘 시립 도서관(Schul- und Gemeindebibliothek Zweisimmen)의 본거지이다. 도서관은 2008년 현재 9,805권의 책 또는 기타 매체를 보유하고 있으며 같은 해에 32,361권을 대출했다. 그해에는 주당 평균 12시간씩 총 312일을 열었다.

## 국가중요문화재
마을 교회와 그 사제관, 오베르 만넨베르크성의 폐허 및 운터러 만난베르크성의 폐허는 국가적으로 중요한 스위스 문화 유산으로 등록되어 있다.

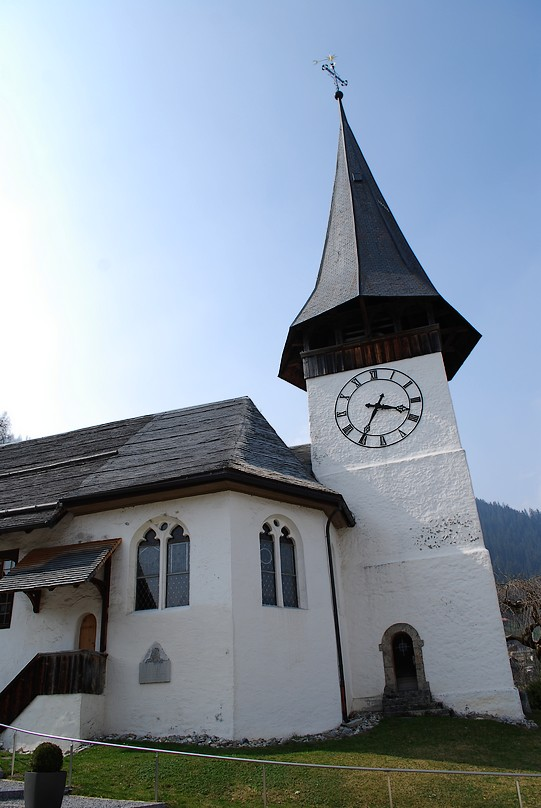
스위스 개혁교회와 총독
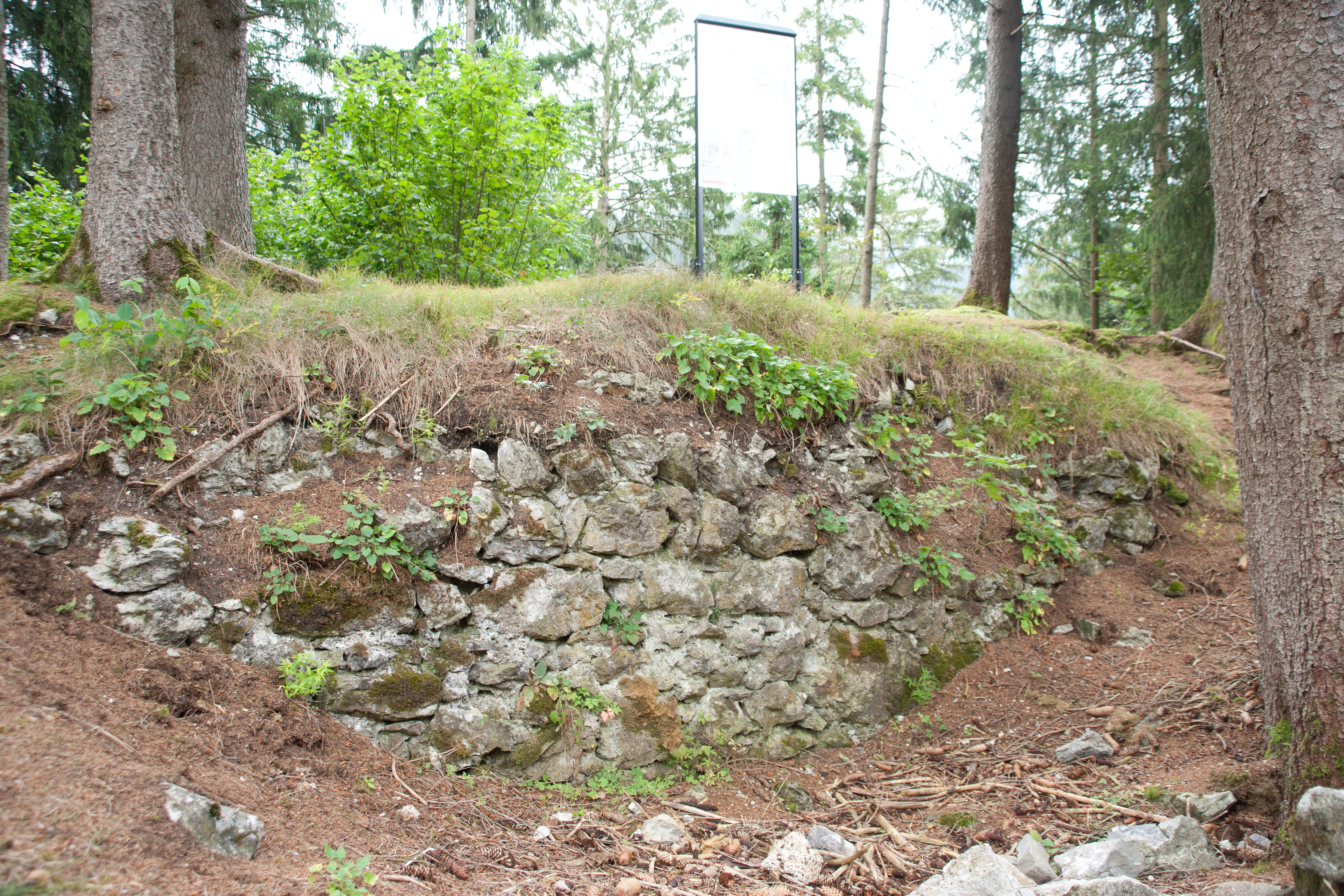
오베르 만넨베르크성 폐허
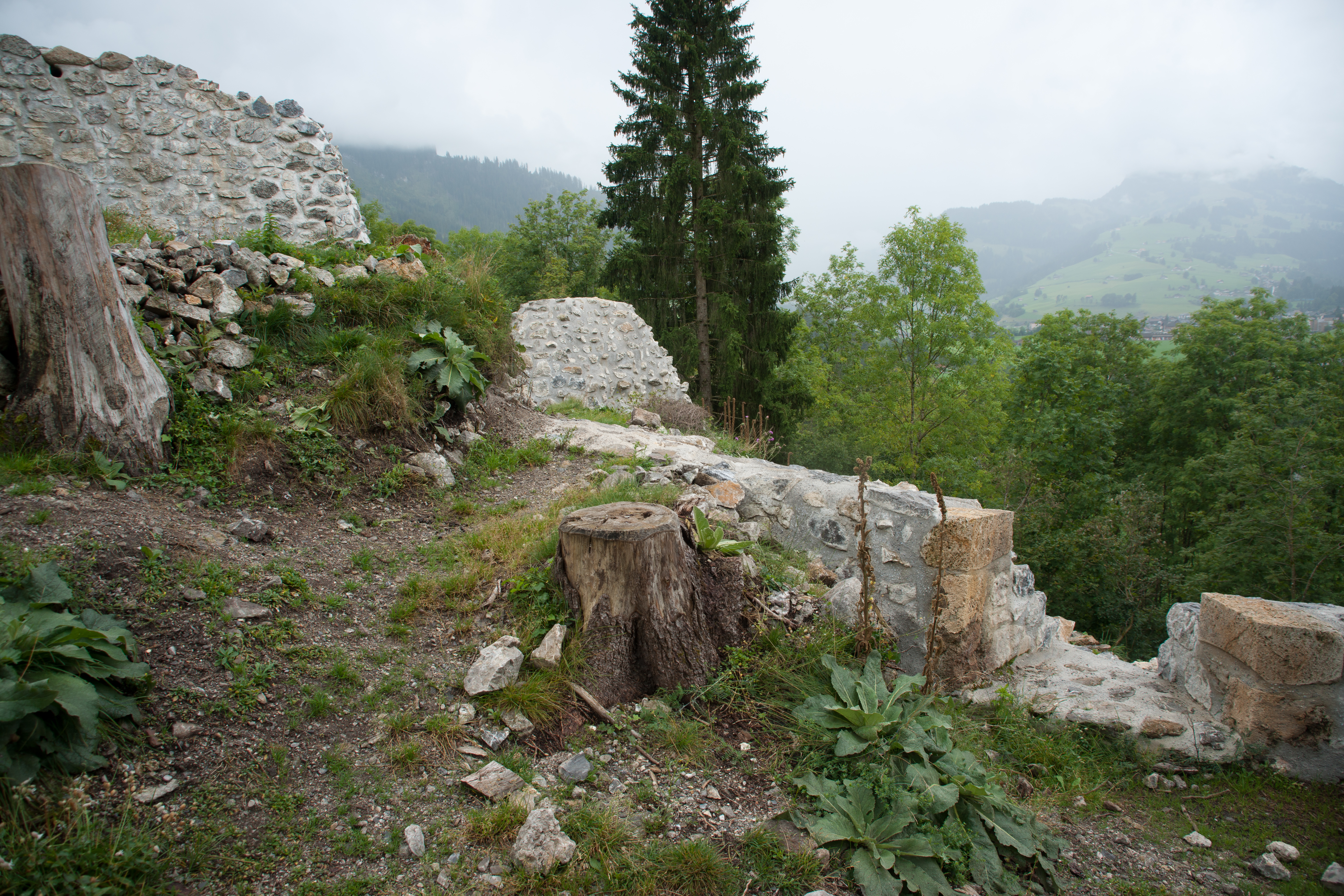
운테러 만넨베르크성 유적

## 교통
츠바이지멘은 도로와 철도뿐만 아니라 츠바이지멘 비행장과 자넨 비행장으로도 연결이 된다.
시정촌은 슈피츠에서 BLS AG의 표준궤 철도 노선의 종착역이다. 제네바 호수의 렌크와 몽트뢰에 이르는 몽트뢰-베른 오버란트 철도(MOB)의 미터궤 철도 노선은 츠바이지멘역에서 시작된다. 2015년과 2018년 사이에 BLS는 역변환 설비 전환에 CHF 5,800만을 투자해야 했다. 즉, 골든패스라인을 이용하는 여행자는 2019년 말부터 열차를 갈아타지 않고도 몽트뢰에서 인터라켄까지 직접 여행할 수 있다.
지멘탈은 개인 교통편으로 접근할 수 있다. 야운 고개를 통해 프리부르, 콜데모세(Col des Mosses) 및 콜뒤피용(Col du Pillon)까지의 도로 연결은 보주에서 정착 초기부터 중요한 교차로로 여겨져 왔다.